# Cranebrook, New South Wales
Cranebrook este o suburbie în Sydney, Australia.